# کالج اسلامی لندن
کالج اسلامی لندن(به انگلیسی: Islamic College) دانشگاهی در انگلیس است که دوره‌های مطالعات اسلامی ارائه می‌دهد. شیوه آموزشی این دانشگاه، آموزش باز و از راه دور است. دوره‌های این دانشگاه تحت اعتبار دانشگاه میدلسکس است. مدیریت این دانشگاه را دکتر عیسی جهانگیر بر عهده دارد.
این کالج دارای سه مقطع کارشناسی، کارشناسی ارشد و دکترا می‌باشد. 

## تاریخچه
این دانشگاه در سال ۱۹۹۸ برای ارائه دوره‌های پیشرفته مطالعات اسلامی تأسیس گردید و تاکنون یک ژورنال و ۱۲ کتاب ارئه کرده‌است.
| تاریخچه فعالیت مرکز | تاریخچه فعالیت مرکز                                         |
| ------------------- | ----------------------------------------------------------- |
| ۱۹۹۸                | تأسیس کالج با نام Islamic College for Advanced Studies ICAS |
| ۱۹۹۹                | انتشارات کالج جهت ترجمه کتب مهم اسلامی راه اندازی شد.       |

## کتابخانه
کتابخانه مرکز اسلام‌شناسی این مرکز دارای منابع گسترده به انگلیس ، عربی و سپس فارسی خصوصاً پیرامون شیعه‌شناسی می‌باشد. 

## پیونده به بیرون
- وبگاه کالج مطالعات اسلامی لندن
- وبگاه تحصیل از راه دور کالج